# Solaris Trollino 12
Der Solaris Trollino 12 ist ein zwölf Meter langer Oberleitungsbus-Typ des polnischen Herstellers Solaris. Die elektrische Ausrüstung kann nach Kundenwunsch und Einsatzzweck von unterschiedlichen Firmen (z. B. Ganz-Škoda, Kiepe Electric) zugeliefert werden:
- Trobus Gdynia
- Ganz-Škoda
- TV Progress (Cegelec CZ)
- TV Europulse (Cegelec CZ)
- Medcom
- Astra

Fahrzeuge dieses Typs kommen in vielen europäischen Städten zum Einsatz. Derzeit setzen zum Beispiel folgende Betriebe Trollino 12 ein:

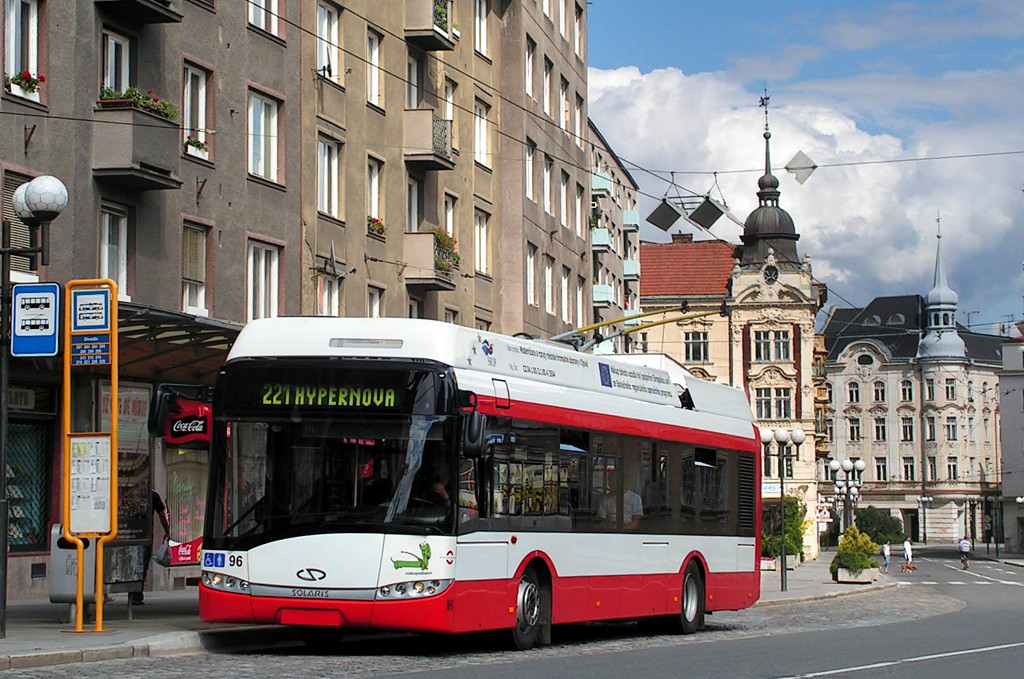
Opava: ein Trollino 12 beim automatischen Eindrahten nach Beendigung der Fahrt mit dem Hilfsmotor

- Oberleitungsbus Tallinn
- Oberleitungsbus Budapest
- Oberleitungsbus Cagliari
- Oberleitungsbus Tychy
- Oberleitungsbus Solingen